# Anton Foerster (skladatel)
Anton (Antonín) Foerster (Förster) (20. prosince 1837 Osenice – 17. června 1926 Novo mesto) byl český skladatel, dirigent, varhaník a hudební pedagog působící ve Slovinsku.

## Životopis

### Čechy
Pocházel z muzikantské rodiny. Základy hudební výchovy mu dal jeho otec Josef Förster. Ve dvanácti letech začal studovat gymnázium v Mladé Boleslavi, odkud přešel na vyšší gymnázium v Českých Budějovicích, kde v roce 1858 maturoval. Po maturitě vstoupil do cisterciáckého kláštera ve Vyšším Brodě a studoval zde především církevní hudbu a gregoriánský chorál. Zastupoval také klášterního varhaníka. Po jedenácti měsících však svůj noviciát ukončil a odešel do Prahy studovat na univerzitu práva. Během právnických studií pokračoval ve svém hudebním vzdělávání. Jako výborný tenorista vstoupil do zpěváckého spolku Hlahol. Seznámil a spřátelil se také s Bedřichem Smetanou, kterého pak po celý život považoval za svůj vzor. Po absolutoriu na právnické fakultě v roce 1863 odešel do Ronova nad Doubravou. Pracoval zde jako domácí učitel a připravoval se na dvě závěrečné zkoušky. Právníkem se ale nikdy nestal. Odloučen od Prahy si uvědomil, jak mu hudba schází a rozhodl se proto pro dráhu hudebníka.

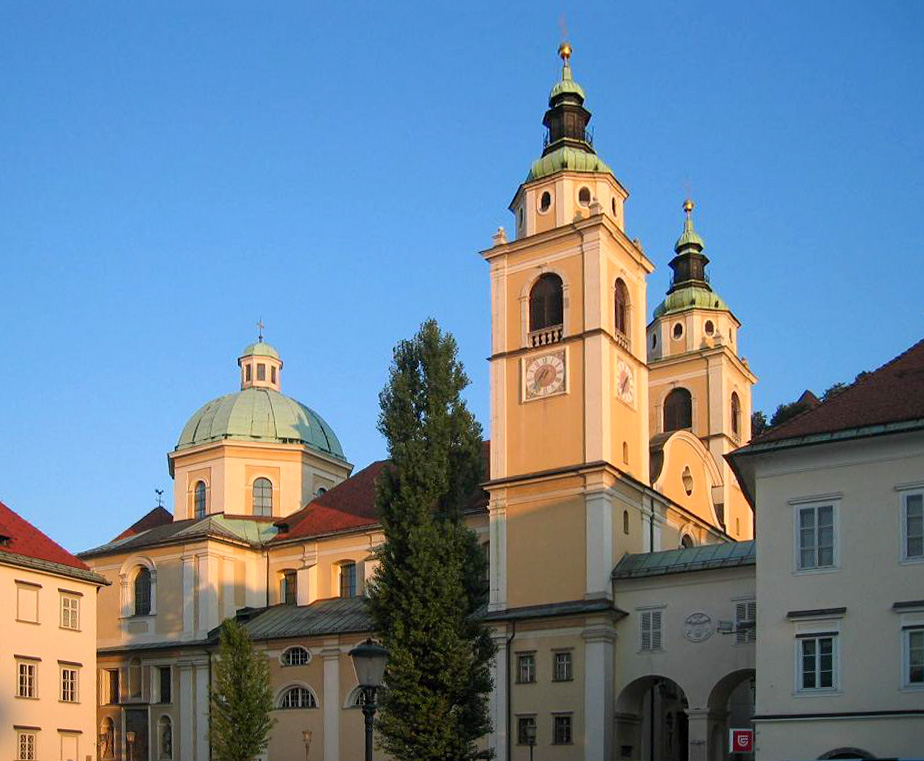
Katedrála sv. Mikuláše v Lublani

### Chorvatsko
V lednu 1865 odešel Antonín Foerster do Chorvatska. Přijal nabízené místo varhaníka a sbormistra při biskupské katedrále v Senji. Protože zde byly bohoslužby konány ve staroslověnštině, musel skládat církevní skladby v tomto jazyce. Založil katedrální sbor a také pomáhal při zřízení hudební školy. Do Senje si pak po svatbě v říjnu 1865 přivezl svou ženu Petronilu. Na jaře 1865 se jim zde narodil nejstarší syn Antonín (Antonin) a v červenci téhož roku se rodina přestěhovala do Lublaně.

### Slovinsko
V Lublani byl Antonín Foerster v letech 1868 až 1909 sbormistrem sboru Narodne čitalnice (Národní knihovny), dirigentem orchestru, který založilo Dramatično društvo a regenschori katedrály svatého Mikuláše. Zároveň pracoval jako hudební pedagog na lublaňských středních školách. V roce 1877 založil varhanickou školu, byl spoluzakladatelem časopisu Cerkveni glasbenik (Církevní hudebník) a jeho dlouholetým redaktorem (1878–1908). Ke konci války se přestěhoval do Noveho mesta, kde v červnu 1926 zemřel. Pohřben je v Lublani.
Dětmi Antonína a Petronily Foerstrových byli:
- Antonin Foerster (1867 – 1915), klavírní virtuos
- dr. Vladimir Foerster (1869 – 1942), soudce a hudební kritik
- prof. Ing. Jaroslav Foerster (1875 – 1946), stavební inženýr, profesor a děkan fakulty Lublaňské university
- Ludmila

## Dílo

### Opery
- Gorenjski slavček (Kraňský slavíček), 1870 – 1871
- Dom in rod (neprovedena)

### Orchestrální
- Slovanská suita, 1907

### Komorní a sólová
- Slovanská sonáta, (klavír), 1914 – 1916
- Sonatina, (housle a klavír), 1920

### Vokálně-instrumentální
- Missa solemnis, 1882
- Vodnikova kantáta, 1882
- Domovině, kantáta, 1883
- Slovinská mše k poctě sv. Cecílie, 1899 – 1902
- Turci na Slevici, kantáta, 1900
- Glagolská mše, 1919